# Pepijn Gunneweg
Pepijn Gunneweg (Schiedam, 18 mei 1976) is een Nederlands acteur en televisiepresentator.

## Levensloop
Gunneweg speelde al tijdens zijn middelbareschooltijd in enkele theaterproducties, waaronder in 1989 in Macbeth en in 1991 in Zes personages op zoek naar een schrijver, beide bij het Ro Theater. Naderhand ging hij naar de Kleinkunstacademie in Amsterdam. Op de Academie ontmoette hij Pim Muda, Joost Spijkers en Friso van Vemde Oudejans met wie hij een eindejaarsvoorstelling uitvoerde. Vervolgens maakte hij met deze drie nog vele nieuwe acts. Deze werden na de Kleinkunstacademie samengebracht in een avondvullende show: De tragiek van de onderman. Met dat programma ging het viertal in 2001 in première als De Ashton Brothers. In 2005 volgde een tweede programma, Ballyhoo en in 2008 de derde show Charlatans: een medicine show. De drie programma's verwijzen sterk naar het variététheater. In december 2014 vertrok hij uit de Ashton Brothers.
Naast theatermaker is Gunneweg ook als televisieacteur te zien in onder andere Foute Vrienden, Het Klokhuis, Fort Alpha, De Band en de BZT Show. Daarnaast had hij gastrollen in series en kleine rollen in films. Tevens spreekt hij stemmen voor personages in tekenfilms in. Hij leende zijn stem onder andere voor de personages Chicken Little en WALL•E uit de gelijknamige films. Ook speelde hij Arthur uit de film Shrek the Third. Pepijn Gunneweg was in 2011 een van de kandidaten van Wie is de Mol?.
Vanaf 2017 werkt hij aan een solo theatervoorstelling.
Hij is gehuwd met Annelieke en vader van twee dochters.

## Filmografie

### Televisie
- Het Oude Noorden (soapserie over de Rotterdamse wijk Oude Noorden, 1993)
- Verhalen van de straat (dramaserie van Marleen Gorris, 1993)
- Fort Alpha (1996) - Patrick Terburgh (1996)
- De Band (2003-2005) - Robert Schoonewille (2003-2005)
- BZT Show (2006-2017) - presentator
- Baantjer (1995-2006) - afl. De Cock en de moord op de schandknaap (1999) - Guido de Nijs, afl. De Cock en de moord op de werf (2001) - Alex ten Bos
- De co-assistent (afl. De bevalling, 2009 en afl. Sprookje 2022) - Mathijs Jonker
- Het Klokhuis - typetje Jonathan van Saïd en Jonathan. Will van Bill en Will en Ard van Ard en Fjodor.
- Grijpstra & De Gier - Peter
- Flikken Maastricht (afl. 'Jagers', 2009) - Alex/Sander
- Foute vrienden (televisieserie) - Pepijn
- Zapplive - duopresentatie met Evelien Bosch
- Foute Vrienden (2015-2019) - medepresentator - Seizoen 1 t/m 5
- Neem je zwemspullen mee (AVROTROS) - medepresentator (samen met Klaas van der Eerden)
- Flikken Maastricht (AVROTROS) (afl. ‘Sprookje’, 2022) - Kristof Grim
- The Big Bang (SBS6) (2023) - deelnemers-duo met Klaas van der Eerden
- PATTY (Videoland) (2024) - Edgar

### Nederlandse nasynchronisatie
- Elmo Redt het Kerstfeest (1996) - stem van verschillende personages
- CinderElmo: Het Verhaal van Assep-Elmo (1999) - stem van verschillende personages
- Babar: Koning van de Olifanten (1999) - stem van verschillende personages
- Angela Anaconda (1999-2001) - Johnny Abatti
- Thomas en de Magische Spoorbaan (2000) - Thomas
- De Pinguïns: Reddertjes van de Zee (2000) - Guiber
- As Told by Ginger (2000-2006) - Kasper
- Totally Spies (2001) - stem van Arnold
- Pokémon: Johto League Champions (2002) - stem van Todd
- Yu-Gi-Oh! (2003-heden) - stem van Yugi Moto en Yami Yugi
- The Fairytaler (2003-2005) - stem van verschillende personages
- De SpongeBob SquarePants Film (2004) - stem van verschillende stemmen
- SpongeBob SquarePants (2004) - stem van Dr. Gill Gilliam
- Charlie and the Chocolate Factory (2005) - stem van Willy Wonka
- Chicken Little (2005) - stem van Chicken Little
- Herbie Fully Loaded (2005) - stem van Kevin
- Barnyard (2006) - stem van Peck de Haan
- Shrek the Third (2007) - stem van Arthur Pendragon
- WALL-E (2008) - stem van WALL-E
- BURN-E (2008) - stem van WALL-E (kortefilm)
- Barnyard (2009-heden) - stem van Peck de Haan
- Medabots (2007-2009) - stem van Henry, The Phantom Renegade, Space Medafighter X
- Alice in Wonderland (2010) - stem van Mad Hatter
- Gnomeo & Juliet (2011) - stem van Paris
- Arthur Christmas (2011) - stem van verschillende personages
- Monsters University (2013) - stem van Inkie
- Party Central (2013) - stem van Inkie
- Disney Infinity spellen (2013-2015) - stem van Jack Sparrow, Mad Hatter en Inkie
- Sherlock Gnomes (2018) - stem van Paris

## Trivia
- Gunneweg maakte in 2023 een online reclame voor supermarktconcern Albert Heijn.[3]
- Gunneweg is sinds 2024 ook een dag per week werkzaam bij de Efteling als allround conceptspecialist.[4][5]